# Maria Ikelap
Maria Epiph Ikelap (ur. 4 stycznia 1987 w Weno) – lekkoatletka z Mikronezji.
Wystartowała na igrzyskach olimpijskich w Pekinie w biegu na 100 metrów (odpadła w eliminacjach).
Jej siostra Evangeleen także uprawiała lekkoatletykę.